# Michael Clifford
Michael Richard Uram "Rich" Clifford (San Bernardino, 13 de outubro de 1952 - 28 de dezembro de 2021) foi um astronauta norte-americano, veterano de três missões do ônibus espacial.
Formado pela Academia Militar dos Estados Unidos em 1974 com o posto de segundo-tenente, Clifford serviu no Colorado antes de cursar a Escola de Aviação do Exército dos Estados Unidos, onde formou-se como piloto do exército em 1976. Em 1986, graduou-se como piloto de testes na Escola de Piloto de Teste Naval dos Estados Unidos, onde formaram-se diversos futuros astronautas. Ao retirar-se da aviação em 1995, tinha acumulado 3400 horas de voo em aeronaves diversas.

## NASA
Clifford foi designado pelo exército para trabalhar com a NASA no Centro Espacial Lyndon B. Johnson em 1987. Como engenheiro ligado ao programa do ônibus espacial, suas funções envolviam a ligação entre engenheiros nas operações de lançamento e pouso dos ônibus espaciais. Selecionado como astronauta em 1990, serviu em diversas áreas técnicas em terra, como o desenvolvimento e modernização do compartimento de carga da nave e o equipamento da tripulação destinado a ser usado em atividades extraveiculares.
Sua primeira missão no espaço foi em dezembro de 1992, na STS-53 Discovery, uma missão com carga secreta do Departamento de Defesa, onde passou uma semana, durante a qual dois satélites militares foram colocados em órbita. Foi novamente ao espaço em abril de 1994, na STS-59 Endeavour, em que radares foram colocados em órbita para o estudo da atmosfera e a superfície terrestres.
Sua última missão, na STS-76 Atlantis, fez parte do programa espacial conjunto russo-norte-americano Shuttle-Mir, com o acoplamento da Atlantis na estação espacial russa Mir, em março de 1996. Nesta expedição, Clifford realizou seis horas de atividades extra-veiculares, a primeira feita de um ônibus espacial acoplado a uma estação espacial. Durante sua 'caminhada no espaço', ele montou pacotes de experimentos no módulo externo de acoplagem da Mir, criados para detectar e avaliar detritos e contaminação radioativa num ambiente de estação espacial.

## Morte
Clifford faleceu no dia 28 de dezembro de 2021 por complicações do mal de Parkinson, doença que havia sido diagnosticada após o fim da STS-59. Sua condição foi mantida um segredo e por não interferir em seu treino, Clifford voou como parte da STS-76.